# Primera Regional de Navarra 1970-71
La temporada 1970-71 de Primera Regional de Navarra es cuarto nivel de las Ligas de fútbol de España para los clubes de Navarra y La Rioja, por debajo de la Tercera División de España

## Sistema de competición
Los 20 equipos en un único grupo, que se enfrentan a doble vuelta, una vez en casa y otra en el campo del equipo rival, todos contra todos.
El primer clasificado ascendió directamente y el segundo jugó una promoción de permanencia-ascenso contra uno de los clasificados entre los puestos 13.º a 16.º de cada grupo en Tercera División. 
Los puestos de descenso directo son variables, dependiendo de los ascensos a Tercera División y los descensos desde esta categoría de equipos riojanos y navarros. Se deben compensar con los tres ascensos directos desde Segunda Regional. Además hay tres puestos para una promoción de permanencia-ascenso con equipos de Segunda Regional.

## Clasificación[1]
| Pos. | Equipo                       | Pts. | PJ | G  | E  | P  | GF | GC | Dif. |                                |
| ---- | ---------------------------- | ---- | -- | -- | -- | -- | -- | -- | ---- | ------------------------------ |
| 1    | C. D. Oberena (C, A)         | 57   | 38 | 26 | 5  | 7  | 93 | 39 | +54  | Ascenso a Tercera              |
| 2    | C. D. Muskaria de Tudela     | 48   | 38 | 18 | 12 | 8  | 61 | 41 | +20  | Promoción de ascenso a Tercera |
| 3    | C. D. Calahorra              | 48   | 38 | 19 | 10 | 9  | 80 | 49 | +31  |                                |
| 4    | A. D. San Juan               | 46   | 38 | 18 | 10 | 10 | 62 | 42 | +20  |                                |
| 5    | C. D. Alfaro                 | 45   | 38 | 18 | 9  | 11 | 76 | 53 | +23  |                                |
| 6    | C. Atlético Artajonés        | 45   | 38 | 17 | 11 | 10 | 66 | 40 | +26  |                                |
| 7    | C. D. Iruña                  | 42   | 38 | 18 | 6  | 14 | 48 | 49 | −1   |                                |
| 8    | C. D. Arnedo                 | 40   | 38 | 15 | 10 | 13 | 54 | 51 | +3   |                                |
| 9    | C. D. Sangüesa               | 37   | 38 | 16 | 5  | 17 | 53 | 74 | −21  |                                |
| 10   | Náxara C. D.                 | 37   | 38 | 15 | 7  | 16 | 45 | 58 | −13  |                                |
| 11   | C. Atlético Cirbonero        | 37   | 38 | 15 | 7  | 16 | 65 | 65 | 0    |                                |
| 12   | Peña Balsamaiso C. F.        | 37   | 38 | 12 | 13 | 13 | 62 | 70 | −8   |                                |
| 13   | C. D. Izarra                 | 36   | 38 | 12 | 12 | 14 | 51 | 68 | −17  |                                |
| 14   | C. D. Logroñés Promesas      | 36   | 38 | 15 | 6  | 17 | 64 | 60 | +4   |                                |
| 15   | C. Haro Deportivo (D)        | 36   | 38 | 14 | 8  | 16 | 47 | 50 | −3   | Promoción de permanencia       |
| 16   | C. Peña Sport (D)            | 32   | 38 | 12 | 8  | 18 | 69 | 67 | +2   | Promoción de permanencia       |
| 17   | C. Atlético Osasuna Promesas | 32   | 38 | 12 | 8  | 18 | 43 | 59 | −16  | Promoción de permanencia       |
| 18   | C. D. Azkoyen (D)            | 32   | 38 | 11 | 10 | 17 | 55 | 65 | −10  | Descenso a Segunda Regional    |
| 19   | Yagüe C. F. (D)              | 19   | 38 | 6  | 7  | 25 | 37 | 87 | −50  | Descenso a Segunda Regional    |
| 20   | C. D. Aurrerá de Liédena (D) | 18   | 38 | 6  | 6  | 26 | 43 | 87 | −44  | Descenso a Segunda Regional    |

 Fuente: Fútbol Regional

## Promoción de ascenso
| Equipo 1        | Agr. | Equipo 2                 | Ida | Vuelta |
| --------------- | ---- | ------------------------ | --- | ------ |
| Real Unión Club | 5-2  | C. D. Muskaria de Tudela | 3-1 | 2-1    |

| Ida; 13 de junio de 1971 | Real Unión Club | 3-1 | C. D. Muskaria de Tudela |  |  |

| Vuelta; 20 de junio de 1971 | C. D. Muskaria de Tudela | 1-2 (Global 2:5) | Real Unión Club |  |  |

| Permanece en Tercera División el |
| Real Unión Club                  |

## Promoción de permanencia
| Equipo 1          | Agr. | Equipo 2                     | Ida | Vuelta |
| ----------------- | ---- | ---------------------------- | --- | ------ |
| C. Haro Deportivo | 2-8  | C. D. Pamplona               | 2-3 | 0-5    |
| C. Peña Sport     | 3-4  | C. D. La Calzada             | 3-0 | 0-4    |
| C. D. Berceo      | 2-4  | C. Atlético Osasuna Promesas | 0-1 | 2-3    |

| Ida; 27 de junio de 1971 | C. Haro Deportivo | 2-3 | C. D. Pamplona |  |  |

| Vuelta; 4 de julio de 1971 | C. D. Pamplona | 5-0 (Global 8-2) | C. Haro Deportivo |  |  |

| Ida; 27 de junio de 1971 | C. Peña Sport | 3-0 | C. D. La Calzada |  |  |

| Vuelta; 4 de julio de 1971 | C. D. La Calzada | 4-0 (Global 4-3) | C. Peña Sport |  |  |

| Ida; 27 de junio de 1971 | C. D. Berceo | 0-1 | C. Atlético Osasuna Promesas |  |  |

| Vuelta; 4 de julio de 1971 | C. Atlético Osasuna Promesas | 3-2 (Global 4-2) | C. D. Berceo |  |  |

| Ascienden a Primera Regional  | Descienden a Segunda Regional |
| C. D. Pamplona                | C. Haro Deportivo             |
| C. D. La Calzada              | C. Peña Sport                 |
|                               |                               |
| Permanece en Primera Regional | Permanece en Segunda Regional |
| C. Atlético Osasuna Promesas  | C. D. Berceo                  |